# Antígua e Barbuda nos Jogos Olímpicos de Verão de 2008
Antígua e Barbuda participou dos Jogos Olímpicos de Verão de 2008, em Pequim, China. O país estreou nos Jogos em 1976 e esta foi sua oitava participação.

## Desempenho

### Atletismo
Masculino
| Atleta            | Evento          | Preliminares | Preliminares | Quartas de final | Quartas de final | Semifinal   | Semifinal   | Final       | Final       |
| Atleta            | Evento          | Marca        | Posição      | Marca            | Posição          | Marca       | Posição     | Marca       | Posição     |
| ----------------- | --------------- | ------------ | ------------ | ---------------- | ---------------- | ----------- | ----------- | ----------- | ----------- |
| Daniel Bailey     | 100 metros      | 10s24        | 10º          | 10s23            | 20º              | Não avançou | Não avançou | Não avançou | Não avançou |
| Brendan Christian | 200 metros      | 20s58        | 9º           | 20s26            | 2º               | 20s29       | 9º          | Não avançou | Não avançou |
| James Grayman     | Salto em altura | 2,20m        | 28º          |                  |                  |             |             | Não avançou | Não avançou |

Feminino
| Atleta         | Evento     | Preliminares | Preliminares | Quartas de final | Quartas de final | Semifinal   | Semifinal   | Final       | Final       |
| Atleta         | Evento     | Marca        | Posição      | Marca            | Posição          | Marca       | Posição     | Marca       | Posição     |
| -------------- | ---------- | ------------ | ------------ | ---------------- | ---------------- | ----------- | ----------- | ----------- | ----------- |
| Sonia Williams | 100 metros | 12s04        | 54º          | Não avançou      | Não avançou      | Não avançou | Não avançou | Não avançou | Não avançou |

### Natação
Masculino
| Atleta           | Evento    | Preliminar | Preliminar | Semifinal   | Semifinal   | Final       | Final       |
| Atleta           | Evento    | Tempo      | Posição    | Tempo       | Posição     | Tempo       | Posição     |
| ---------------- | --------- | ---------- | ---------- | ----------- | ----------- | ----------- | ----------- |
| Kareem Valentine | 50m livre | 31.23      | 96º        | Não avançou | Não avançou | Não avançou | Não avançou |